# Застава (компанија)
Застава (раније Заводи Црвена застава) је компанија из Крагујевца, основана 1853. године. У свом саставу имала је неколико предузећа од којих су најпознатија: 
- Застава аутомобили
- Застава камиони
- Застава оружје
- Застава специјална возила

## Историјат
Историјат компаније Застава почиње 1851. године када је донета одлука да се Тополивница премести из Београда у Крагујевац, где су 1853. изливене прве топовске цеви. Ова година узима се за почетну годину настанка компаније. Током наредних деценија „Тополивница“ је била једина фабрика оружја у Србији, али највећи индустријски центар. Прве парне машине, прво електрично осветљење (Тодор Селесковић, 1884. године), прве техничке школе нашле су примену управо у овој компанији. Крајем 19. века фабрика почиње да производи и пушке, а 1904. године се у оквиру фабрике оснива и прва аутомеханичарска радионица, у којој се поред оправке аутомобила вршила и израда појединих делова. 
Године 1939, непосредно пред избијање Другог светског рата у Крагујевцу започиње монтажа возила америчке фирме „Шевролет“. До 1941. године, када је Други светски рат отпочео у Југославији, монтирано је укупно 400 војних камиона, ове компаније. У годинама после рата, фабрика у Крагујевцу је преименована у Заводе „Црвена застава“. Најпре је производила само оружје, да би почетком 1953. године склопила уговор са италијанским „Фијатом“ о монтажи аутомобила. Касније се са монтаже прешло на индустријску производњу аутомобила у оквиру „Фабрике путничких возила“, у коју је био укључен читав низ фабрика-коопераната широм Југославије. Поред аутомобила, Застава је у почетку производила и лака теренска возила, да би 1969. године било формирано засебно предузеће „Фабрика привредна возила“, која је успоставила сарадњу са италијанским произвођачем камиона „Ивеко“.